# Trichogramma retorridum
Trichogramma retorridum är en stekelart som först beskrevs av Girault 1911.  Trichogramma retorridum ingår i släktet Trichogramma och familjen hårstrimsteklar. Inga underarter finns listade i Catalogue of Life.